# Ulila
Ulila es una localidad del municipio de Elva, en el condado de Tartu, Estonia, con una población censada a final del año 2011 de 266 habitantes. 
Se encuentra ubicada al oeste del condado, cerca de la costa oriental del lago Võrtsjärv, del río Emajõgi y de la frontera con el condado de Valga.